# 呷拉镇
呷拉乡，是中华人民共和国四川省甘孜藏族自治州雅江县下辖的一个乡镇级行政单位。

## 行政区划
呷拉乡下辖以下地区：
呷拉村、西地村、脚泥堡村、白孜村、苦乐村、鸡窝村、昆地村、白姑村和弯地村。